# Obraz ejdetyczny
Obraz ejdetyczny jest to szczególna postać wyobrażenia wzrokowego. Pewne osoby obdarzone są pamięcią ejdetyczną, to znaczy posiadają zdolność zapamiętywania na długi czas obrazów (i szerzej: spostrzeżeń) niemalże bez zniekształceń. Taka osoba może przez krótką chwilę patrzeć np. na drzewo, a następnie przymknąć oczy i policzyć wszystkie liście na tym drzewie, "przyglądając" się jedynie obrazowi swojej wyobraźni.
Obrazy ejdetyczne charakteryzują się tym, że poruszają się pod powiekami wraz z ruchem oczu. Takiej właściwości nie posiadają inne wyobrażenia wzrokowe.